# コミチャ
コミチャ（生没年不詳）は、戦国時代から江戸時代初期にかけての武将・僧侶。

## 略歴
根来衆の一人であり、大坂冬の陣では豊臣方として足軽100人を連れて田村輪蔵院とともに大坂城に籠城した。大坂城落城時には同じく僧兵である正徳院、山口智徳院らと共に城を出た。コミチャは当時60歳近くの年齢だった。『大阪城誌』ではエミチヤと表記されているが誤記と思われる。
南方熊楠が大正の末頃に書いた文の一節に「根来のコミチャは秀吉公根来攻めの時もっとも勇戦対捍し悪僧とまで聞いたが誰と闘いどんな働きあったかを詳らかにせず」とあり、「こみっちゃ」とは護密者か小密者、つまり密教なら関係ある呼び名ではないかと推測している。また、その頃に出た錦絵文庫では「『太閤記英雄伝』には紀伊根来寺の小水茶というは怪力無双の悪僧で」とあり、加藤清正の家臣の木村又蔵によって大激戦の末討ち取られている。